# Hermann Kopp (compositeur)
Pour les articles homonymes, voir Kopp.
Ne doit pas être confondu avec Hermann Kopp.
Hermann Kopp est un compositeur allemand de musique de film né en 1954 à Stuttgart.
Il apprend le violon et étudie les sciences appliquées linguistiques à l'université de Mayence. En même temps, il compose des chansons et fait des expérimentations avec son magnétophone et son synthétiseur. En 1979, il entre en contact avec le groupe musical Keine Ahnung avec lequel il publiera quelques disques influencés par le minimalisme et la musique industrielle.
En 1987, il compose de la musique pour le film Nekromantik. S’ensuivent des bandes sonores pour Der Todesking et Nekromantik 2. En 1991, le compositeur s’établit en France et plus tard en Catalogne.
En 2017, il compose de la musique pour le film “The Queen Of Hollywood Boulevard” du metteur en scène californien Orson Oblowitz.

## Discographie
- Aquaplaning in Venedig, 1981
- Pop, 1983
- Japgirls in Synthesis, 2004
- Nekronology, 2004
- Kitsch, 2004
- Mondo Carnale, 2005
- Psicofonico, 2007
- Under a Demon's Mask, 2008
- Cerveau D'Enfant, 2010
- Zyanidanger, 2013
- Cantos Y Llantos, 2017

## Filmographie
- Nekromantik, 1987
- Der Todesking, 1990
- Nekromantik 2, 1991
- The Queen Of Hollywood Boulevard, 2017

## Labels
- Passiv
- Red Stream
- Vinyl On Demand
- Bataille
- Galakthorrö
- Aesthetic Records
- Alien Passengers
- Zos Records